# Eritrea en los Juegos Paralímpicos de París 2024
Eritrea estuvo representada en los Juegos Paralímpicos de París 2024 por un deportista masculino. El equipo paralímpico eritreo no obtuvo ninguna medalla en estos Juegos.